# Recouvrement différentiel nul
Le recouvrement différentiel nul (en anglais : zero differential overlap ou ZDO)  est une approximation de calcul en théorie des orbitales moléculaires qui est la technique centrale des méthodes semi-empiriques en chimie quantique.
Lorsque les ordinateurs ont été utilisés pour la première fois pour calculer les liaisons dans les molécules, il n’était possible de calculer que les molécules diatomiques. Au fur et à mesure que les ordinateurs progressaient, il est devenu possible d’étudier des molécules plus grosses, mais l’utilisation de cette approximation a toujours permis d’étudier des molécules encore plus grosses. Actuellement, des méthodes semi-empiriques peuvent être appliquées à des molécules aussi grosses que des protéines entières. L’approximation implique d’ignorer certaines intégrales, généralement des intégrales de répulsion à deux électrons. Si le nombre d’orbitales utilisé dans le calcul est N, le nombre d’intégrales de répulsion à deux électrons est de l'ordre de N4. Une fois l’approximation appliquée, le nombre de ces intégrales est de l'ordre de N2, un nombre beaucoup plus petit, simplifiant le calcul.

## Détails de l'approximation
Si les orbitales moléculaires {\displaystyle \mathbf {\Phi } _{i}\ } sont développées sous forme de N fonctions de base, {\displaystyle \mathbf {\chi } _{\mu }^{A}\ } :
{\displaystyle \mathbf {\Phi } _{i}\ =\sum _{\mu =1}^{N}\mathbf {C} _{i\mu }\ \mathbf {\chi } _{\mu }^{A}\,}
où A est l'atome sur lequel la fonction de base est centrée, et les {\displaystyle \mathbf {C} _{i\mu }\ } sont des coefficients, les intégrales de répulsion bi-électroniques sont définies par :
{\displaystyle \langle \mu \nu |\lambda \sigma \rangle =\iint \left(\mathbf {\chi } _{\mu }^{A}(1)\right)^{*}\left(\mathbf {\chi } _{\nu }^{C}(2)\right)^{*}{\frac {1}{r_{12}}}\mathbf {\chi } _{\lambda }^{B}(1)\mathbf {\chi } _{\sigma }^{D}(2)d\tau _{1}\,d\tau _{2}\ }
L'approximation du recouvrement différentiel nul ignore les intégrales qui contiennent le produit {\displaystyle \mathbf {\chi } _{\mu }^{A}(1)\mathbf {\chi } _{\nu }^{B}(1)} où μ n'est pas égal à ν. Ceci conduit à :
{\displaystyle \langle \mu \nu |\lambda \sigma \rangle =\delta _{\mu \lambda }\delta _{\nu \sigma }\langle \mu \nu |\mu \nu \rangle }
où {\displaystyle \delta _{ij}={\begin{cases}0&i\neq j\\1&i=j\ \end{cases}}}
Le nombre total de ces intégrales est réduit à N(N + 1) / 2 (environ N2 / 2) au lieu de [N(N + 1) / 2][N(N + 1) / 2 + 1] / 2 (environ N4 / 8), qui sont toutes incluses dans les calculs ab initio Hartree-Fock et post-Hartree-Fock.

## Niveau d'approximation dans les méthodes semi-empiriques
Les méthodes telles que la méthode Pariser-Parr-Pople (PPP) and CNDO/2 utilisent complètement l'approximation de recouvrement différentiel nul. Les méthodes basées sur la négligence partielle du recouvrement différentiel, telles qu'INDO, MINDO, ZINDO (en) et SINDO (en) ne l'appliquent pas lorsque A = B = C = D, c'est-à-dire lorsque les quatre fonctions de base sont sur le même atome. Les méthodes qui utilisent la négligence du recouvrement différentiel diatomique, telles que MNDO, PM3 (en) et AM1, ne l'appliquent pas lorsque A = B et C = D, c'est-à-dire lorsque les fonctions de base du premier électron sont sur le même atome et les fonctions de base du second électron sont sur le même atome.
Il est possible de justifier partiellement cette approximation, mais elle est généralement utilisée car elle marche raisonnablement bien lorsque les intégrales qui restent – {\displaystyle \langle \mu \mu |\lambda \lambda \rangle } – sont paramétrées.